# Lucar
Die Lucar Ltd. war ein britischer Automobilhersteller, der nur 1914 in Brixton (London) ansässig war.
Der Lucar war ein Leichtfahrzeug mit Vierzylinder-Reihenmotor von Aster, der eine Leistung von 9 bhp (6,6 kW) entwickelte.

## Quelle
David Culshaw & Peter Horrobin: The Complete Catalogue of British Cars 1895–1975. Veloce Publishing plc. Dorchester (1997). ISBN 1-874105-93-6